# Municipio de Lloyd
El municipio de Lloyd (en inglés: Lloyd Township) es un municipio ubicado en el condado de Dickinson en el estado estadounidense de Iowa. En el año 2010 tenía una población de 576 habitantes y una densidad poblacional de 6,19 personas por km².

## Geografía
El municipio de Lloyd se encuentra ubicado en las coordenadas 43°17′55″N 94°58′24″O / 43.29861, -94.97333. Según la Oficina del Censo de los Estados Unidos, el municipio tiene una superficie total de 93.08 km², de la cual 93,08 km² corresponden a tierra firme y (0 %) 0 km² es agua.

## Demografía
Según el censo de 2010, había 576 personas residiendo en el municipio de Lloyd. La densidad de población era de 6,19 hab./km². De los 576 habitantes, el municipio de Lloyd estaba compuesto por el 96,35 % blancos, el 0,35 % eran afroamericanos, el 0,87 % eran asiáticos, el 1,04 % eran de otras razas y el 1,39 % eran de una mezcla de razas. Del total de la población el 1,91 % eran hispanos o latinos de cualquier raza.